# Jeu de cartes allemand

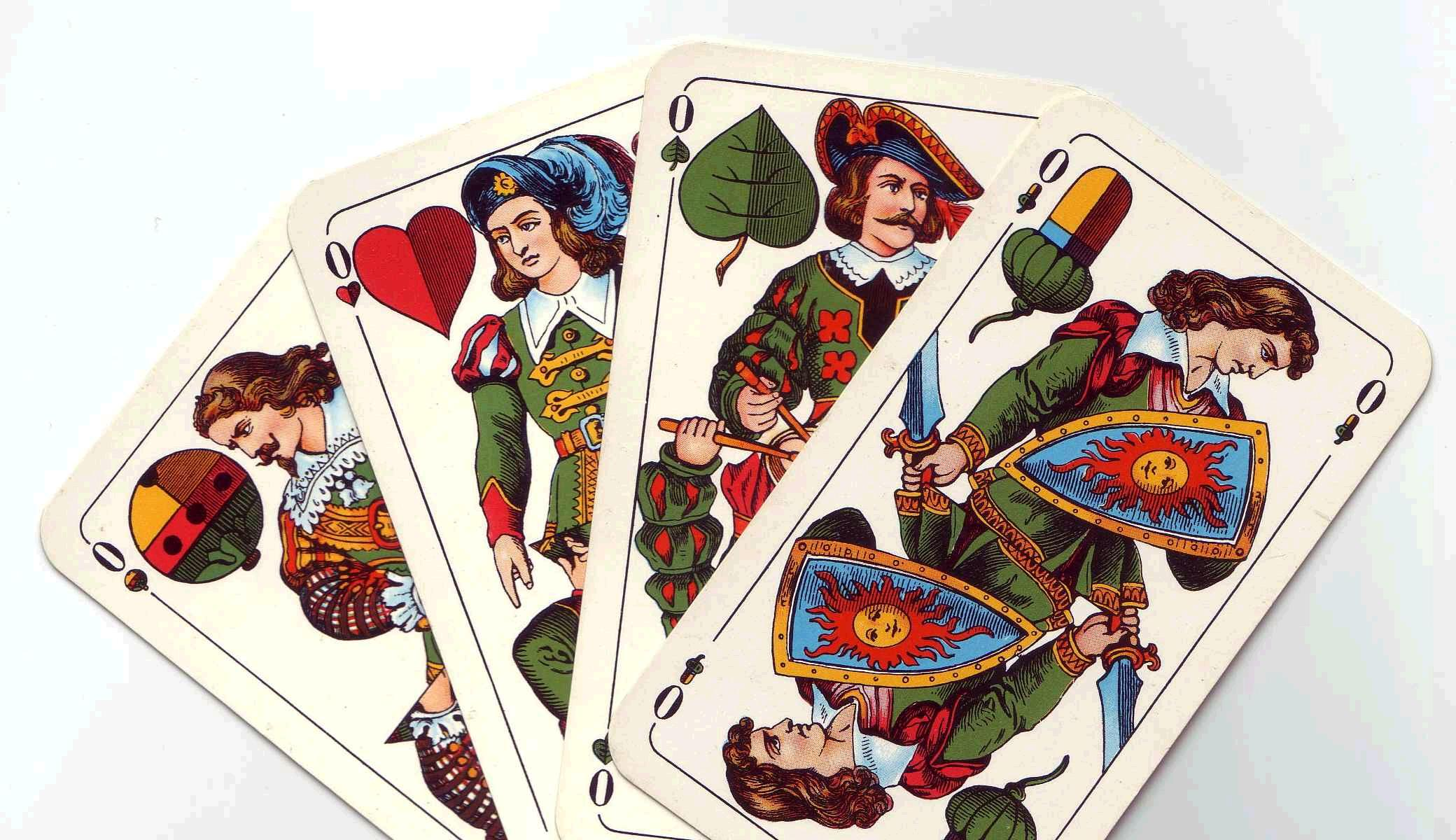
Jeu de cartes allemand, ici les quatre Ober.

Le jeu de cartes allemand correspond au jeu de cartes utilisés en Allemagne et dans de nombreux pays d'Europe centrale comme la Hongrie, la Tchéquie ou encore l'Autriche. Les enseignes germaniques sont le gland, la feuille, le cœur et le grelot, accompagnées de valeurs particulières. 

## Cartes

### Enseignes
Les enseignes traditionnelles sont les glands (Eichel en allemand), les feuilles (Laub), les cœurs (Herz) et les grelots (Schellen),.
Comme les enseignes françaises, les enseignes germaniques tirent leur origine des enseignes latines, les premières à avoir été imprimées en Europe. L'histoire de leur évolution n'est en revanche pas connue. Une correspondance existe entre ces diverses enseignes : le gland correspond au trèfle français et au bâton latin, la feuille au pique et à l'épée, le grelot au carreau au denier et enfin le cœur correspond naturellement au cœur français ainsi qu'à la coupe.

Gland.
Feuille.
Cœur.
Grelot.

### Valeurs
Dans la plupart des variantes actuelles, les jeux de cartes germaniques comptent 36 cartes et possèdent les valeurs de 6 à 10, l’Unter (littéralement « [valet] inférieur », correspondant au valet des jeux de cartes français), l'Ober (« valet ») qui correspond à la dame, le roi et le Daus (correspondant à l'as).

Exemples de chaque valeur, sur des cartes de type saxon
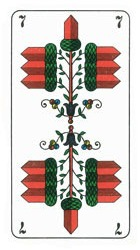
Sept de gland.
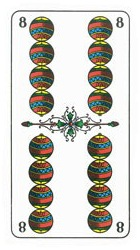
Huit de grelot.
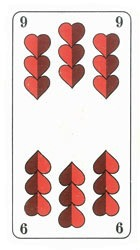
Neuf de cœur.
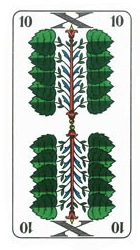
Dix de feuille.
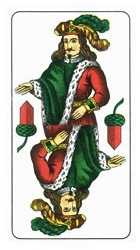
Unter de gland.
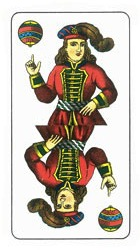
Ober de grelot.
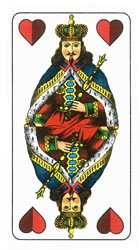
Roi de cœur.
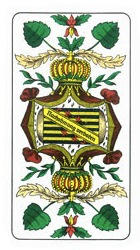
Daus de feuille

### Portraits
Selon les régions, différents modèles ont pu coexister parmi les jeux de cartes allemands. On trouve ainsi de nombreuses variantes géographiques parmi lesquelles les portraits bavarois, saxon, prussien (ces deux derniers aujourd'hui supplantés par le modèle dit Neues Altenburg), de Bohême, de Salzbourg ou encore le modèle dit Guillaume Tell, répandu en Autriche notamment,.

Différents portraits des jeux de cartes allemands
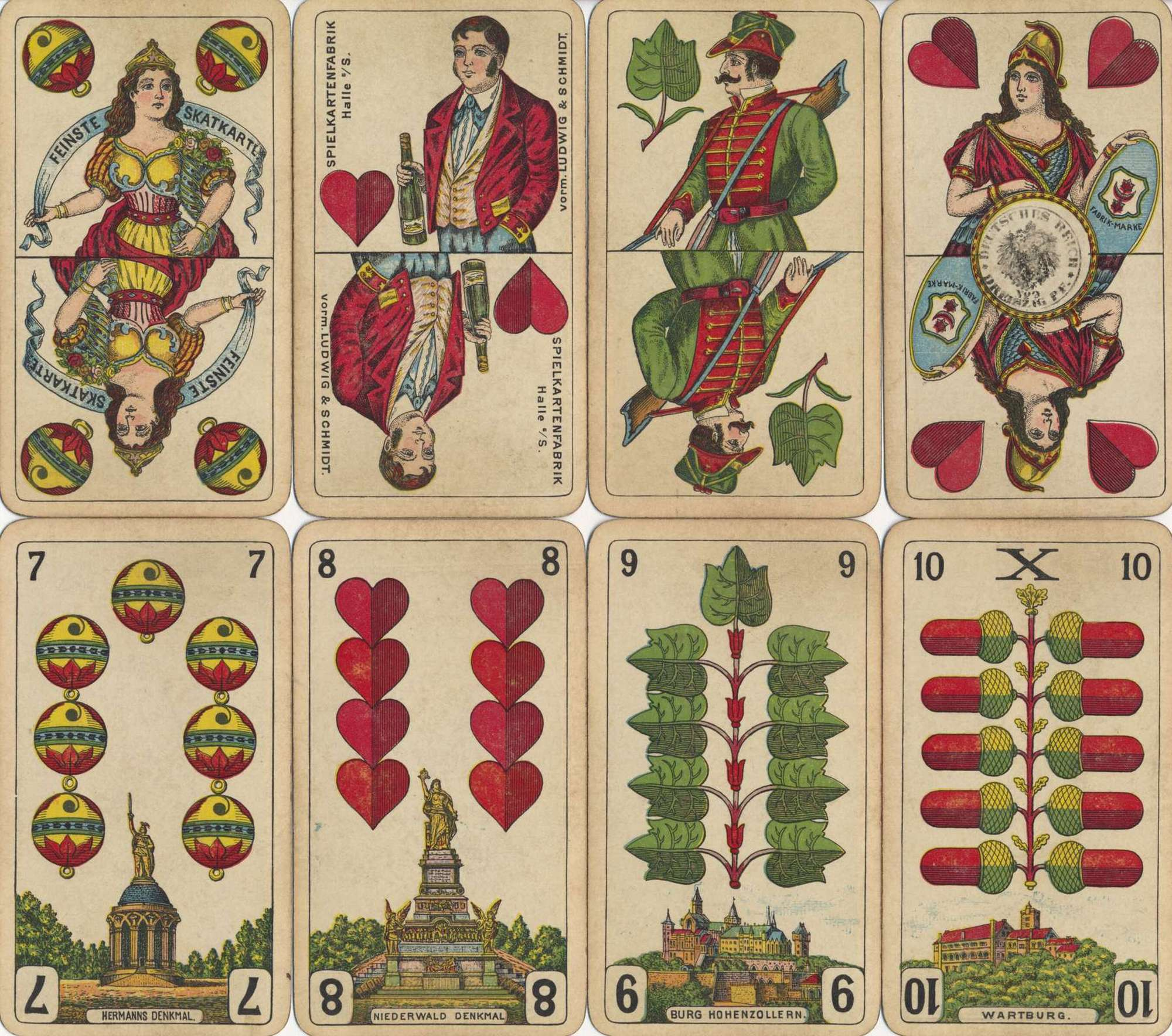
Portrait de Prusse.
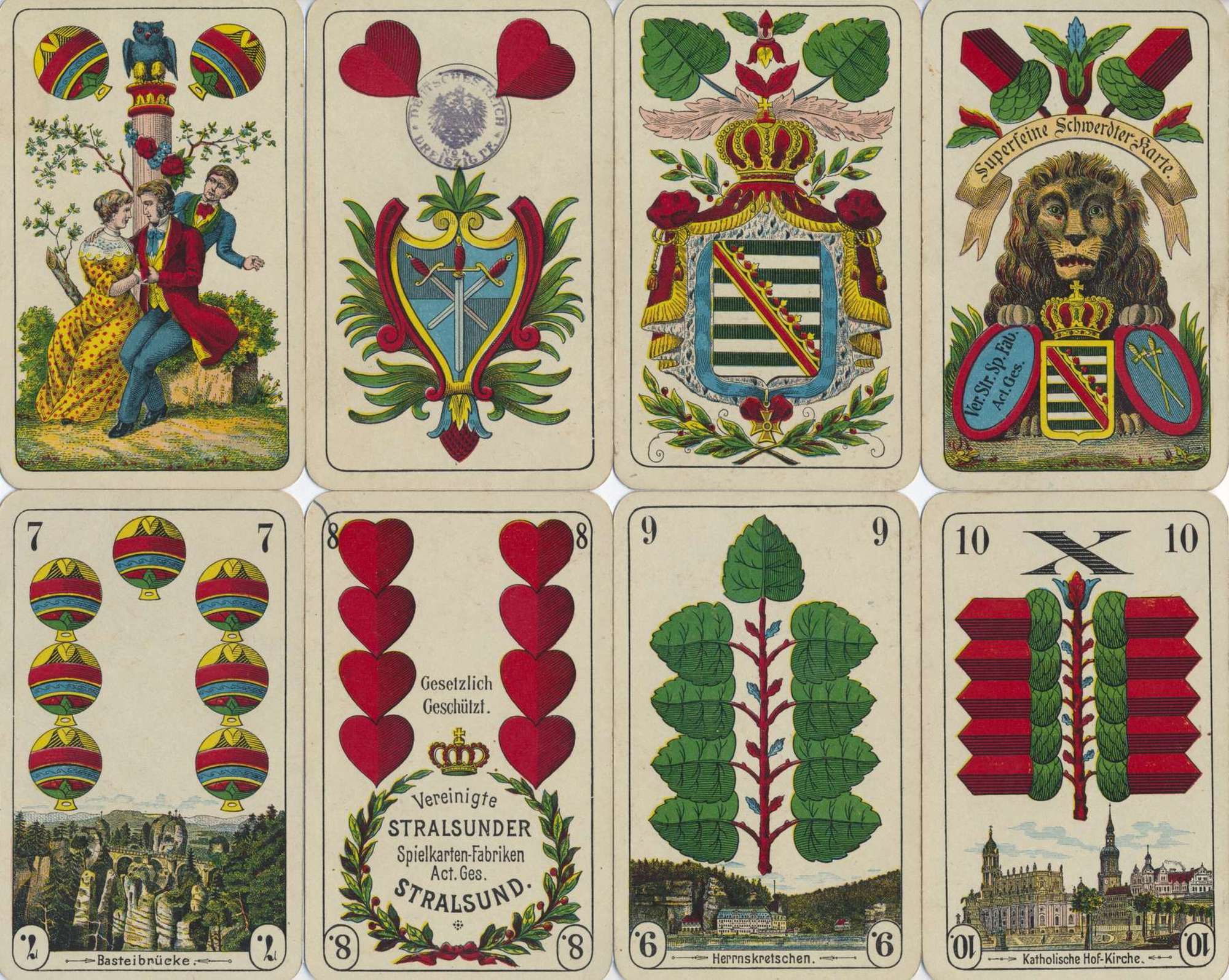
Portrait de Saxe.
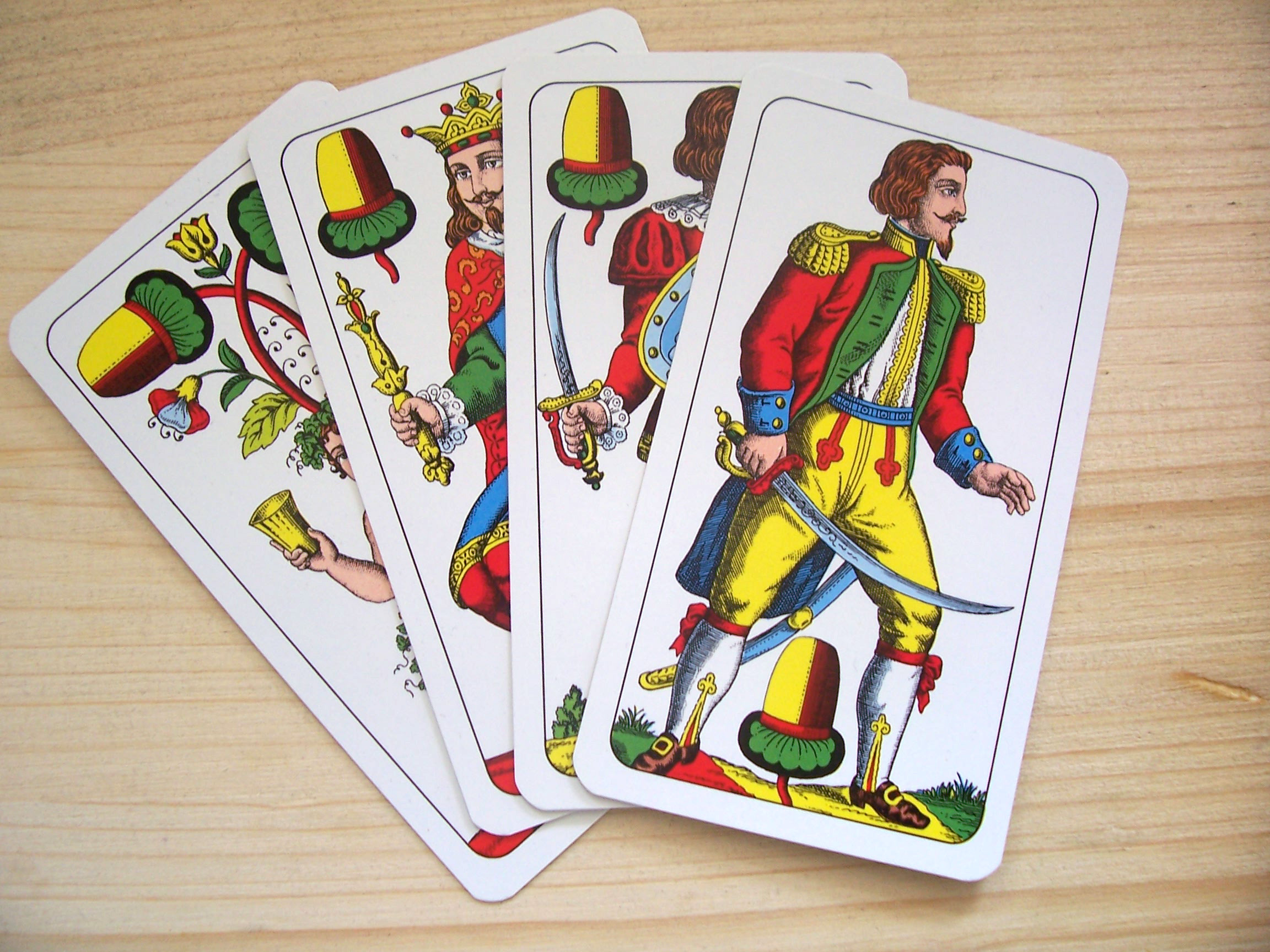
Portrait de Salzbourg.
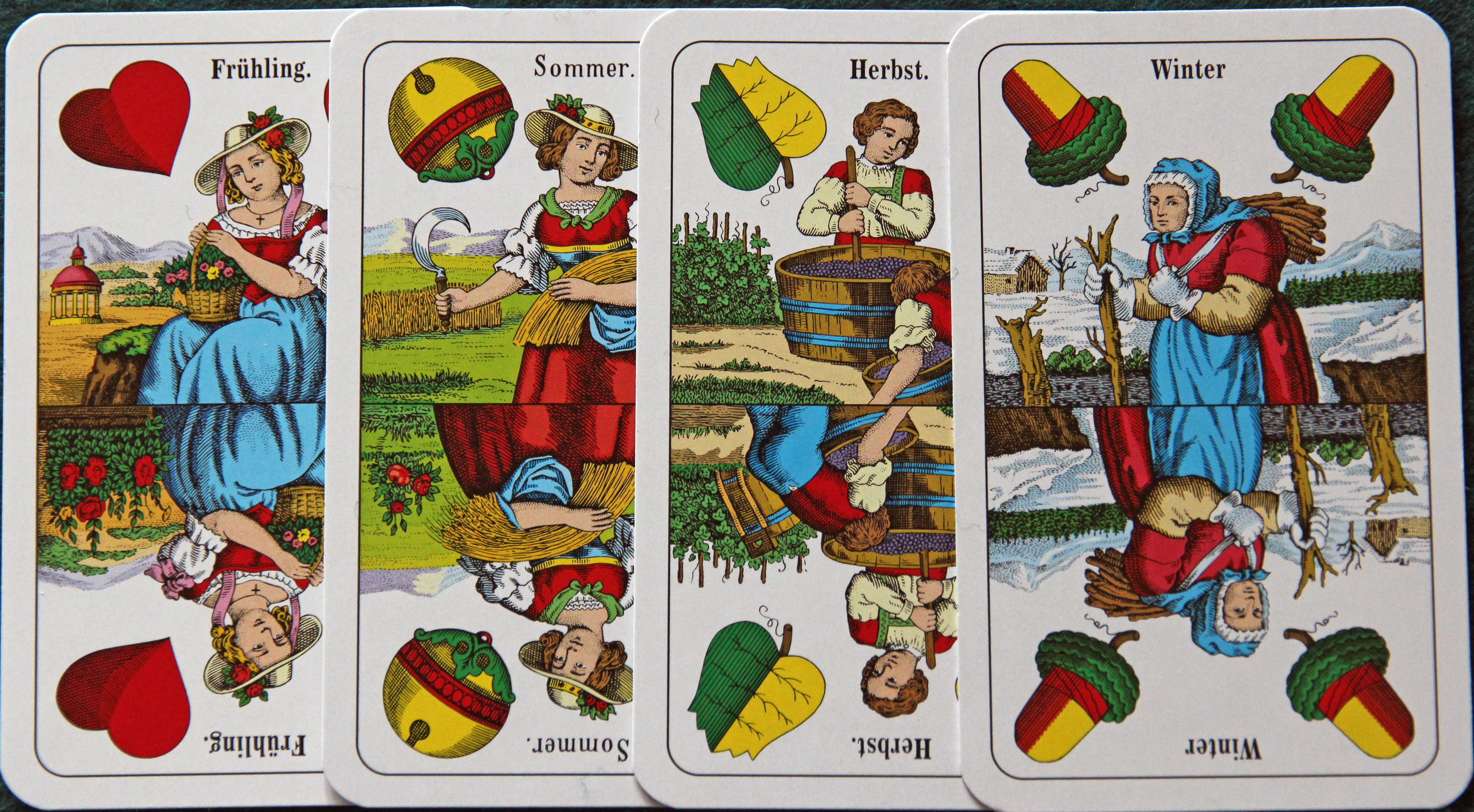
Portrait Guillaume Tell (as figurant les saisons).
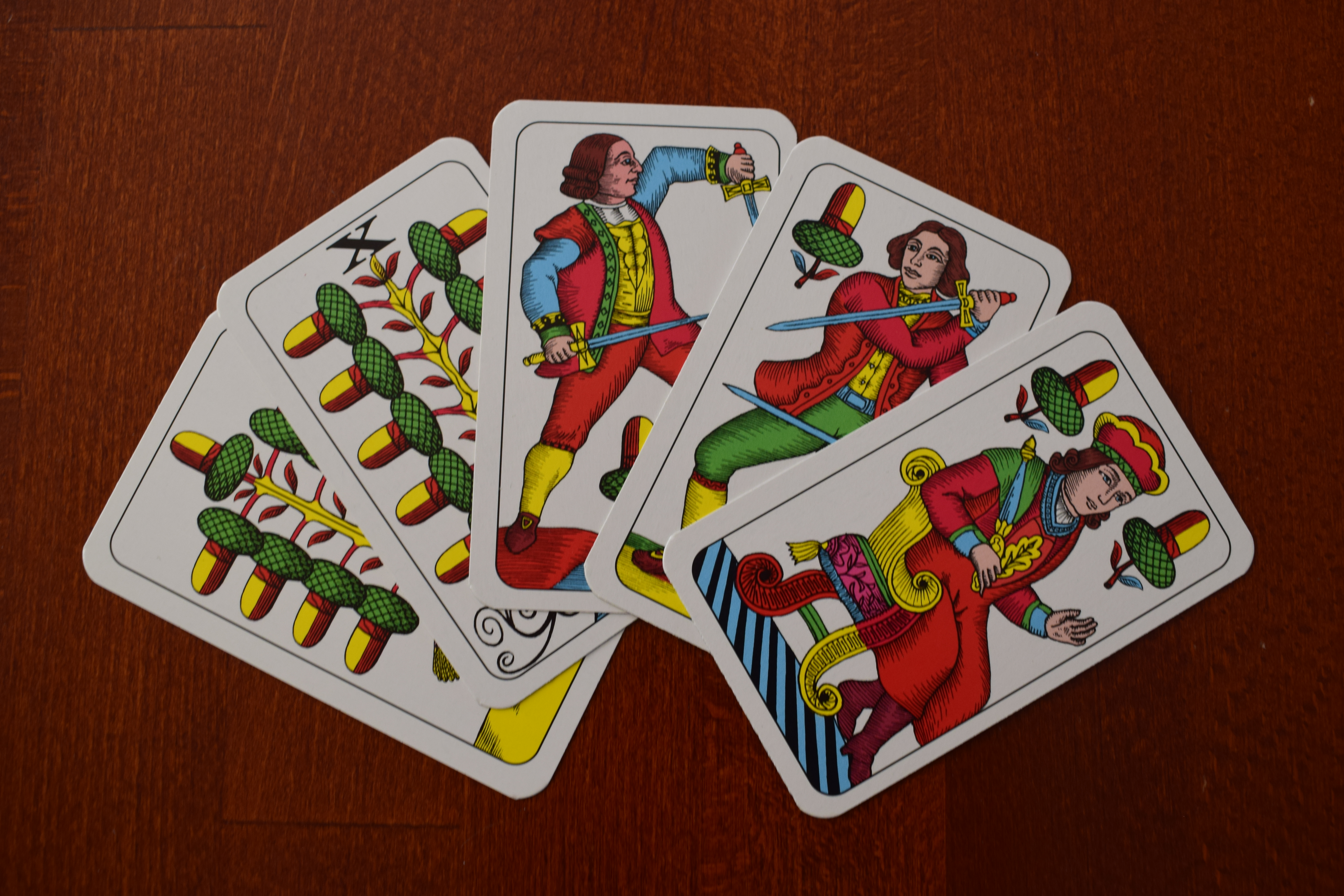
Portrait de Bohême.
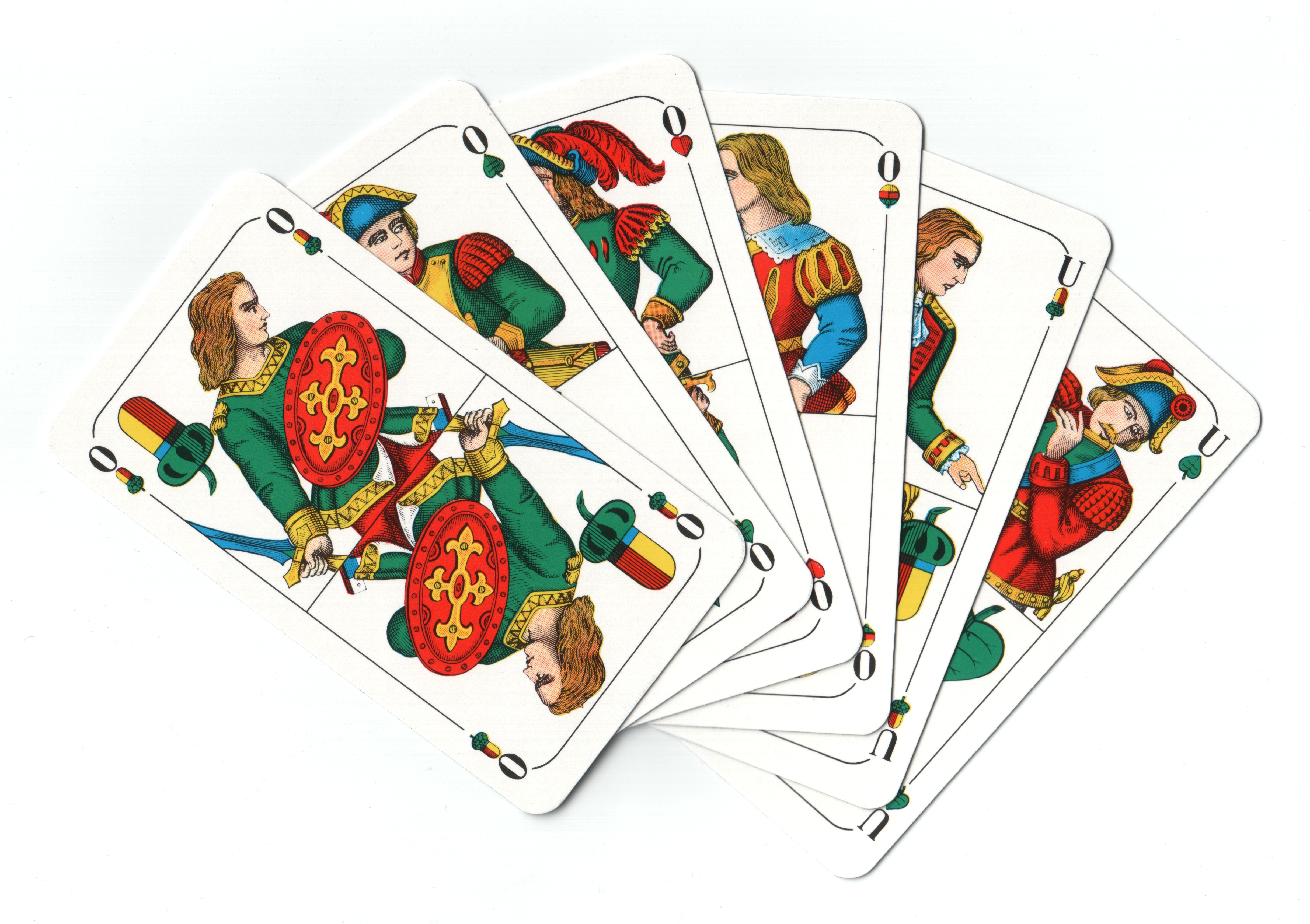
Portrait de Bavière.

## Usage

### Allemagne

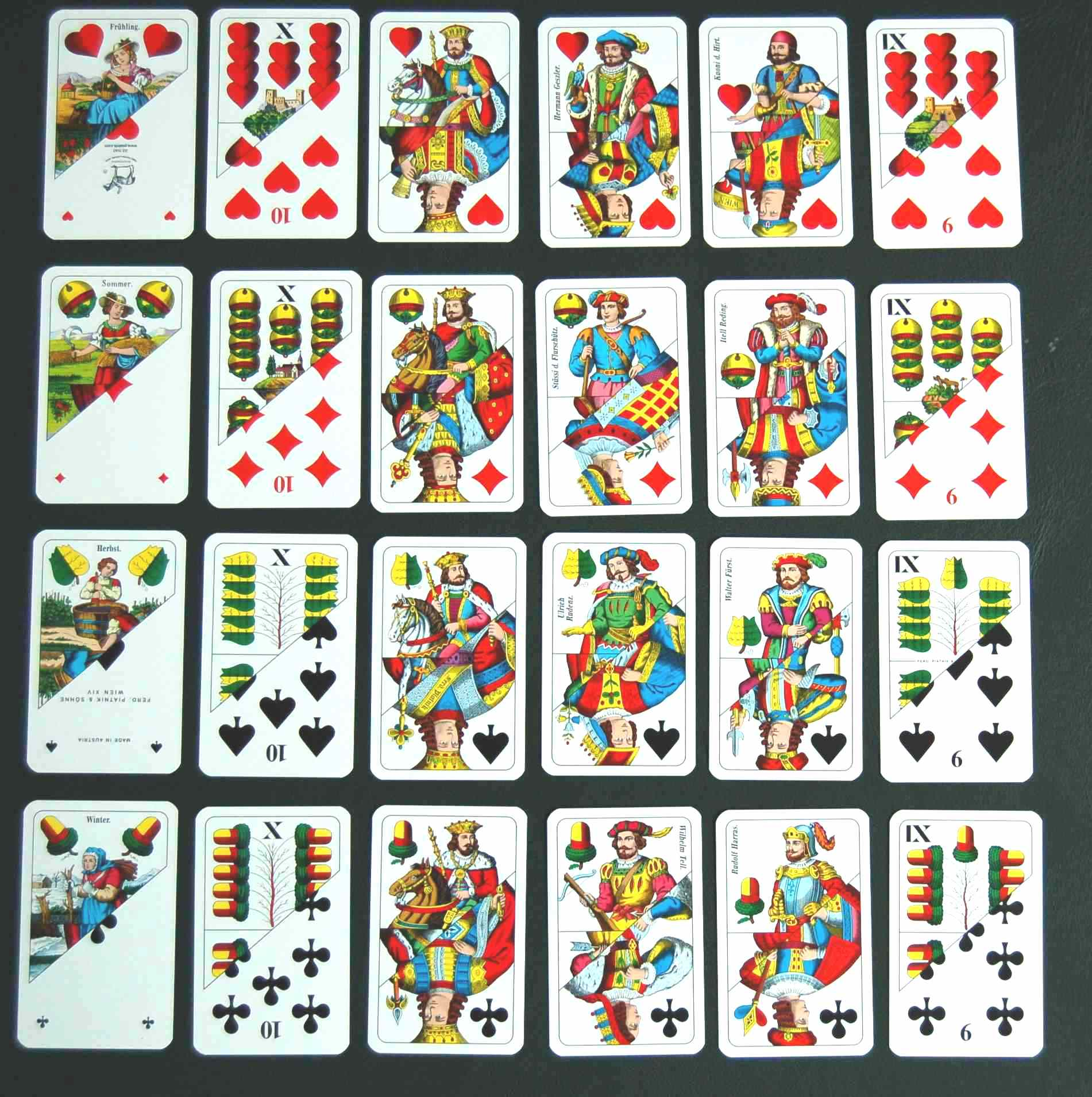
Jeu où chaque carte possède à la fois un dessin germanique et un dessin français, afin de concilier les deux formes utilisées en Allemagne.

Les cartes aux enseignes allemandes sont couramment utilisées dans les lands du sud et de l'est : Bavière, Bade-Wurtemberg, Saxe et Thuringe. À l'inverse, les régions du nord et de l'ouest du pays utilisent davantage les enseignes françaises.

### Autriche
Les enseignes germaniques sont là aussi plus répandues à l'ouest ; à l'est et surtout à Vienne, les cartes de couleur françaises sont majoritaires. Le modèle de cartes utilisé est généralement du type Guillaume Tell, dans lequel les figures représentent des personnages de la légende de Guillaume Tell et les as, les quatre saisons de l'année. Elles sont vendues sous le nom de Doppeldeutsche Karten (cartes doubles) car à deux têtes, par opposition aux Einfachdeutsche Karten, dans lesquelles un seul motif occupe toute la longueur de la carte. Ces cartes sont également connues sous le nom de cartes de Salzbourg, de manière confuse, et ce bien qu'elles soient utilisées principalement dans les provinces occidentales montagneuses du Vorarlberg et du Tyrol, ou sous le nom de cartes de Jass, du nom d'un jeu spécifique.

### Tchéquie
Le paquet de 32 cartes allemandes est d'usage courant. Il existe deux modèles : le modèle bohémien à une tête (hrací karty jednohlavé, cartes à une tête) est populaire en Bohême ; le modèle à deux têtes (hrací karty dvouhlavé) Guillaume Tell est plus populaire en Moravie.

### Hongrie, Roumanie, Slovaquie, Slovénie, Croatie
Dans tous ces pays — limité dans le cas de la Roumanie aux régions magyarophones —, les cartes du type Guillaume Tell sont d'usage courant et souvent appelées cartes hongroises.

### Italie
Dans la région germanophone du Tyrol du Sud, on utilise des cartes allemandes à une tête, dites de Salzbourg.

### Pologne
Dans la province méridionale de Silésie, anciennement allemande, un paquet de 32 cartes allemandes assorties du modèle utilisé autrefois en Prusse est encore utilisé pour jouer au Skat.